# Gwishin
Un gwishin (hangul : 귀신, hanja : 鬼神 « fantôme ») est une créature de la mythologie coréenne ; elle est, comme le yogwi (요괴), un esprit issu de l'âme du défunt, par opposition au dokkaebi (objet inanimé devenu vivant et malicieux) ou autres monstres. On le trouve le plus généralement dans des bâtiments ou lieux abandonnés. Lorsqu'une personne meurt sans avoir accompli ce que son destin exigeait, comme une vengeance, ou être resté davantage auprès de sa famille, son esprit reste sur terre pour compléter sa mission avant d'aller dans le monde souterrain. Cependant, les plus forts des gwishin ne vont pas dans le monde souterrain s'ils désirent rester sur terre, et ils augmentent alors leur puissance avec le temps.